# بو قولدمان
بو قولدمان (بالإنجليزية: Bo Goldman)‏ (و. 1932 – م) هو كاتب سيناريو، وكاتب مسرحي، وكاتب، وشاعر غنائي، من الولايات المتحدة الأمريكية، ولد في مدينة نيويورك.

## التعليم
تعلم في جامعة برنستون.

## جوائز وترشيحات
حصل على جوائز منها:
- جائزة الأوسكار لأفضل كتابة "سيناريو أصلي"، عن عمل: ملفن وهاورد
- جائزة الأوسكار لأفضل كتابة "سيناريو مقتبس"، عن عمل: أحدهم طار فوق عش الوقواق.

ترشح لـ:
- جائزة الأوسكار لأفضل كتابة "سيناريو أصلي"، عن عمل: ملفن وهاورد
- جائزة الأوسكار لأفضل كتابة "سيناريو مقتبس"، عن عمل: أحدهم طار فوق عش الوقواق
- جائزة الأوسكار لأفضل كتابة "سيناريو مقتبس"، عن عمل: عطر امرأة.

## وصلات خارجية
- بو قولدمان على موقع IMDb (الإنجليزية)
- بو قولدمان على موقع ألو سيني (الفرنسية)
- بو قولدمان على موقع أول موفي (الإنجليزية)
- بو قولدمان على موقع قاعدة بيانات برودواي على الإنترنت (الإنجليزية)
- بو قولدمان على موقع قاعدة بيانات برودواي على الإنترنت (الإنجليزية)
- بو قولدمان على موقع قاعدة بيانات الأفلام السويدية (السويدية)
- بو قولدمان على موقع قاعدة بيانات الفيلم (الإنجليزية)
- بو قولدمان على موقع كينوبويسك (الروسية)